# Wilczka
Wilczka (po 1945 r. również Wilczy Potok, dawniej niem. Wölfel) – potok, prawy dopływ Nysy Kłodzkiej o długości 18,19 km.

## Przebieg
Potok wypływa z Masywu Śnieżnika, jego źródła znajdują się na Hali pod Śnieżnikiem na południowo-zachodnim stoku Śnieżnika, na wysokości około 1155 m n.p.m., bezpośrednio pod Schroniskiem „Na Śnieżniku”. Początkowo płynie przez głęboką dolinę wyżłobioną w łupkach łyszczykowych. Przepływa przez dwie miejscowości: Międzygórze i Wilkanów. Poniżej Międzygórza wypływa na płaski teren Rowu Górnej Nysy. Uchodzi do Nysy Kłodzkiej na południowych przedmieściach Bystrzycy Kłodzkiej, w okolicach przysiółka Niedźwiedna, na wysokości około 345 m n.p.m.

## Atrakcje
Poniżej centrum Międzygórza potok spada z wysokiego na 22 m progu tworząc Wodospad Wilczki – drugi pod względem wysokości w polskich Sudetach. Jego powstanie związane jest ze wznoszeniem się trzeciorzędowego uskoku przerywającego bieg potoku. Wodospad stanowi jedną z większych atrakcji turystycznych okolicy, przyciągając turystów do Międzygórza już od XVIII wieku. Od 1958 r. fragment doliny Wilczki wraz z wodospadem objęty jest ochroną w rezerwacie przyrody Wodospad Wilczki o powierzchni 2,75 ha.
Na potoku, w Międzygórzu, około 500 m poniżej wodospadu wybudowano kamienną Zapora wodna w Międzygórzu tworzącą suchy zbiornik retencyjny. Zbudowano ją w latach 1906–1908 po serii katastrofalnych powodzi, które wystąpiły na tych terenach pod koniec XIX.
W 1920 r. przy zaporze wybudowano dom dla stróża, obecnie dom obsługi zapory.
Udostępnione jest przejście koroną zapory.

## Galeria

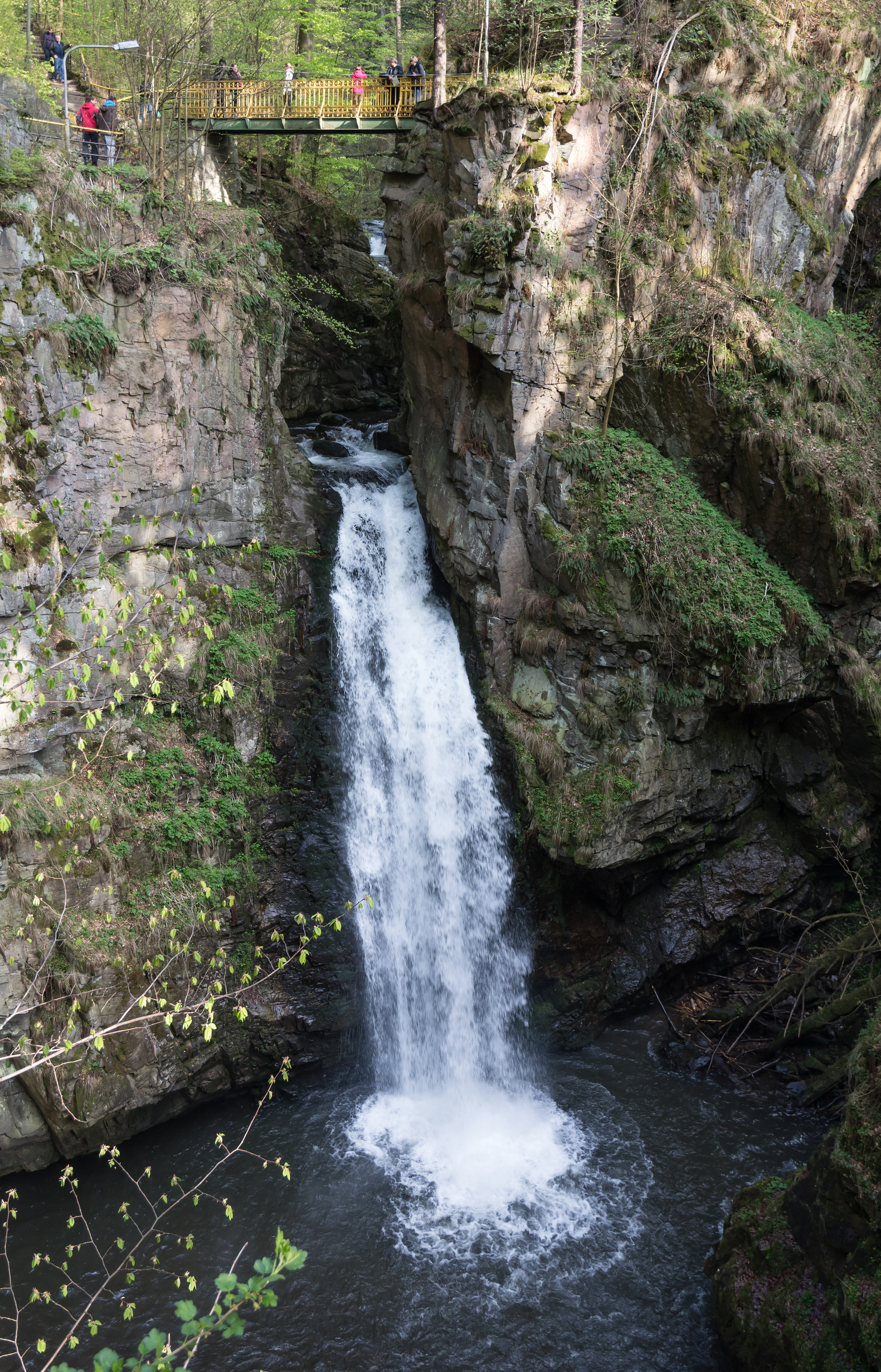
Wodospad Wilczki w Międzygórzu
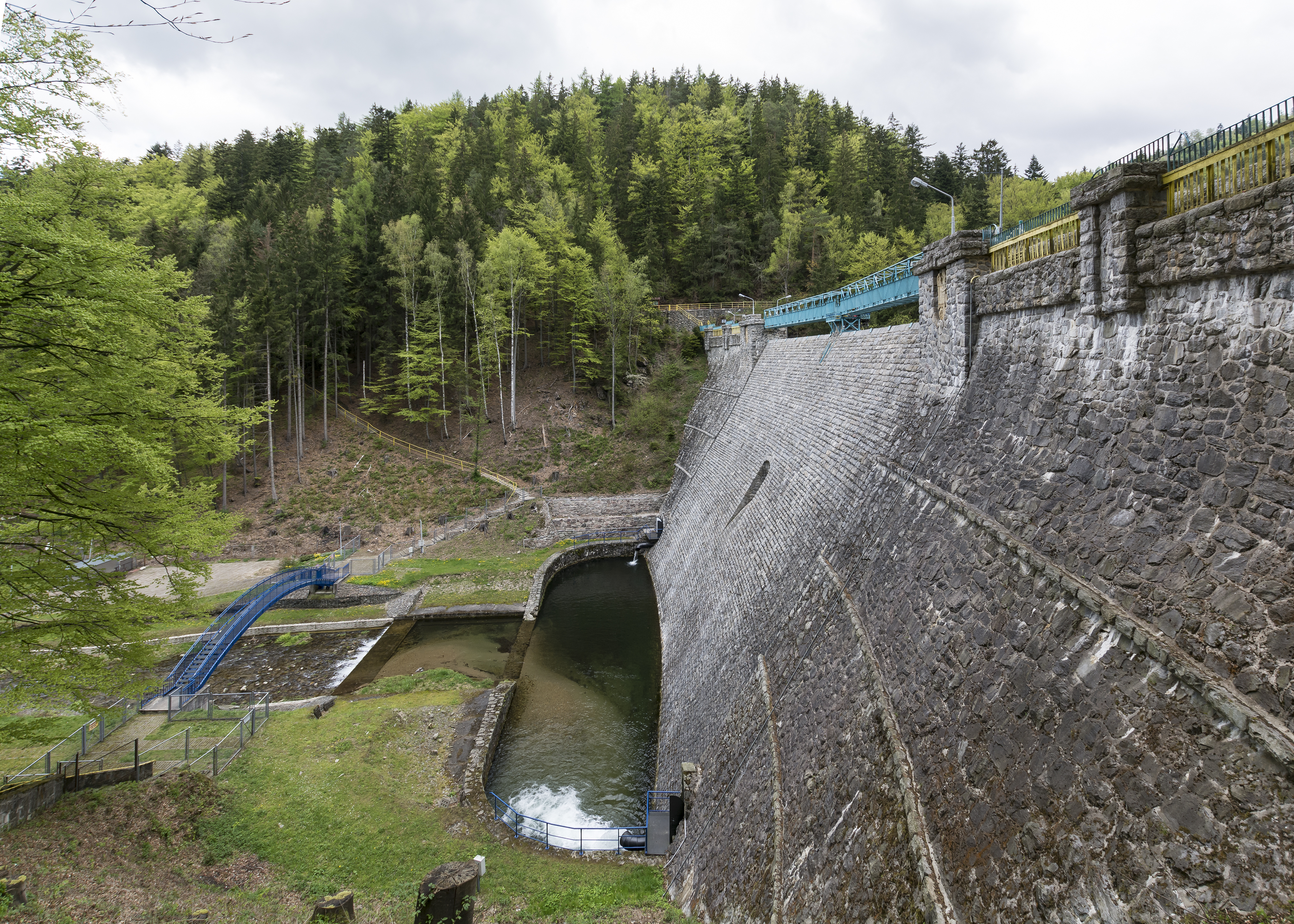
Zapora zbiornika retencyjnego
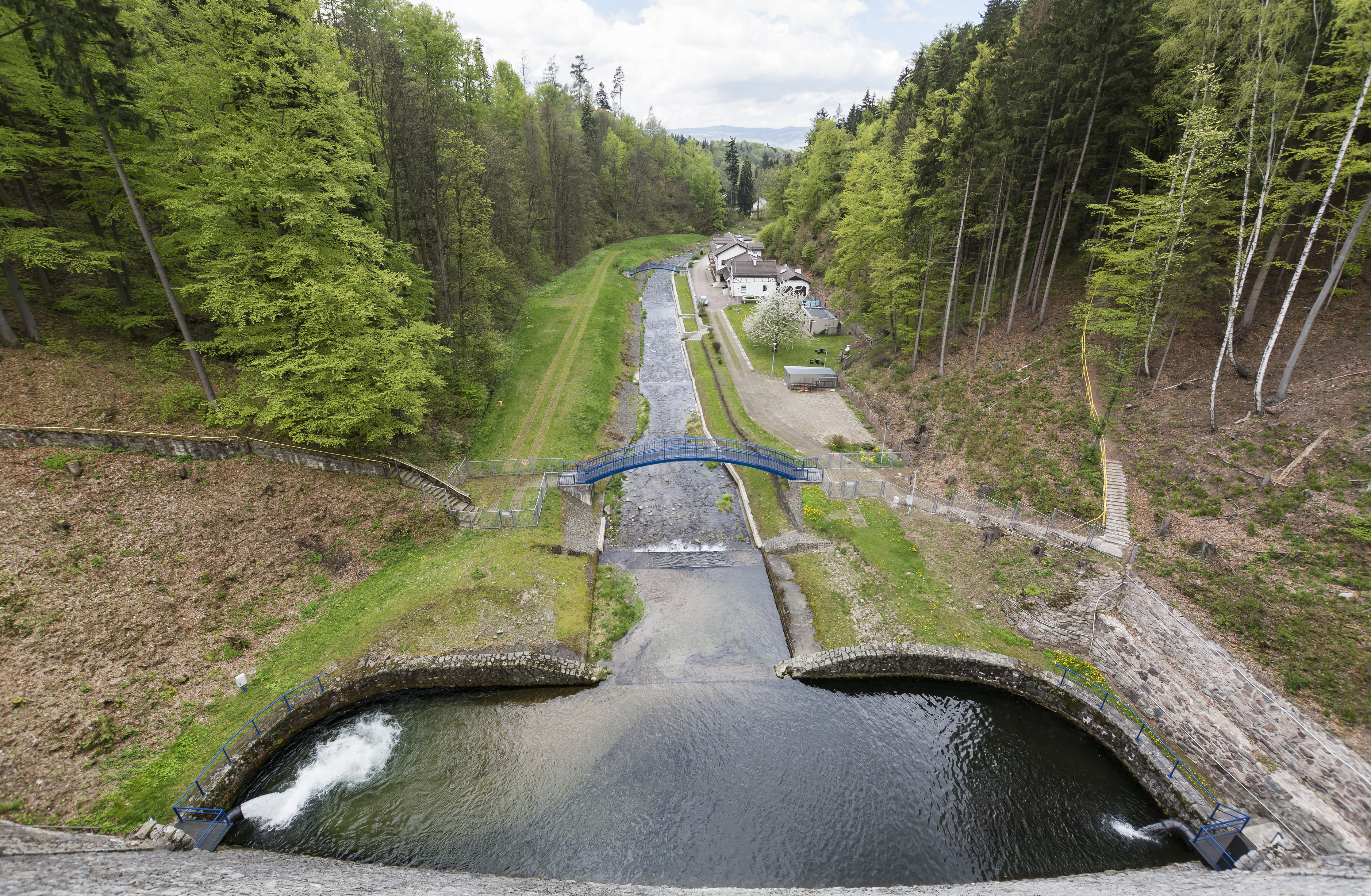
Wilczka widziana z zapory